# Adam Taggart
Adam Jake Taggart (Perth, 2 juni 1993) is een Australisch voetballer die doorgaans speelt als spits. In januari 2023 verruilde hij Cerezo Osaka voor Perth Glory. Taggart maakte in 2012 zijn debuut in het Australisch voetbalelftal.

## Clubcarrière
Op 18 december 2010 maakte Taggart als speler van Perth Glory zijn debuut in de A-League tijdens een duel met Brisbane Roar (1–1). Zijn eerste doelpunt wist hij te maken op 6 februari 2011, toen hij tegen Gold Coast United tevens zijn basisdebuut maakte. Op 2 maart 2012 verkaste de aanvaller naar Newcastle Jets, waar hij voor twee jaar tekende. In de zomer van 2014 nam Fulham de aanvaller over. Na een jaar werd hij voor de duur van een half seizoen op huurbasis gestald bij Dundee United.
Taggart keerde in januari 2016 terug naar Australië, waar hij weer ging spelen voor zijn oude club Perth Glory. In de zomer van 2018 werd Brisbane Roar de nieuwe werkgever van Taggart. Binnen een halfjaar wist de aanvaller tot elf doelpunten in achttien competitieduels te komen, waarop hij verkaste naar Suwon Bluewings. Twee jaar later verkaste Taggart naar Cerezo Osaka. De aanvaller keerde in januari 2023 voor de tweede keer terug in Australië, opnieuw bij de club waar hij ooit begonnen was: Perth Glory.

## Interlandcarrière
Taggart debuteerde op 3 december 2012 in het Australisch voetbalelftal. Op die dag werd er met 0–1 gewonnen van Hongkong. De aanvaller moest van bondscoach Holger Osieck op de bank beginnen en hij viel twintig minuten voor tijd in voor Archie Thompson. De andere debutanten dit duel waren Ivan Franjić (Brisbane Roar) en Terry Antonis (Sydney FC). Zijn eerste twee interlanddoelpunten maakte Taggart tegen Chinees Taipei (8–0 winst).
| Interlands van Adam Taggart voor Australië | Interlands van Adam Taggart voor Australië | Interlands van Adam Taggart voor Australië | Interlands van Adam Taggart voor Australië | Interlands van Adam Taggart voor Australië | Interlands van Adam Taggart voor Australië |
| №                                          | Datum                                      | Wedstrijd                                  | Uitslag                                    | Competitie                                 | Goals                                      |
| Als speler bij Newcastle Jets              | Als speler bij Newcastle Jets              | Als speler bij Newcastle Jets              | Als speler bij Newcastle Jets              | Als speler bij Newcastle Jets              | Als speler bij Newcastle Jets              |
| ------------------------------------------ | ------------------------------------------ | ------------------------------------------ | ------------------------------------------ | ------------------------------------------ | ------------------------------------------ |
| 1                                          | 3 december 2012                            | Hongkong – Australië                       | 0 – 1                                      | Oost-Azië Cup 2013                         |                                            |
| 2                                          | 5 december 2012                            | Noord-Korea – Australië                    | 1 – 1                                      | Oost-Azië Cup 2013                         |                                            |
| 3                                          | 9 december 2012                            | Australië – Chinees Taipei                 | 8 – 0                                      | Oost-Azië Cup 2013                         | 19', 29'                                   |
| 4                                          | 28 juli 2013                               | Australië – China                          | 3 – 4                                      | Oost-Azië Cup 2013                         | 89'                                        |
| 5                                          | 6 juni 2014                                | Kroatië – Australië                        | 1 – 0                                      | Vriendschappelijk                          |                                            |
| 6                                          | 18 juni 2014                               | Australië – Nederland                      | 2 – 3                                      | WK 2014                                    |                                            |
| 7                                          | 23 juni 2014                               | Australië – Spanje                         | 0 – 3                                      | WK 2014                                    |                                            |
| Als speler bij Suwon Bluewings             |                                            |                                            |                                            |                                            |                                            |
| 8                                          | 7 juni 2019                                | Zuid-Korea – Australië                     | 1 – 0                                      | Vriendschappelijk                          |                                            |
| 9                                          | 10 september 2019                          | Koeweit – Australië                        | 0 – 3                                      | WK 2022 kwalificatie                       |                                            |
| 10                                         | 15 oktober 2019                            | Chinees Taipei – Australië                 | 1 – 7                                      | WK 2022 kwalificatie                       | 12', 19'                                   |
| 11                                         | 14 november 2019                           | Jordanië – Australië                       | 0 – 1                                      | WK 2022 kwalificatie                       | 13'                                        |
| Als speler bij Cerezo Osaka                |                                            |                                            |                                            |                                            |                                            |
| 12                                         | 15 juni 2021                               | Australië – Jordanië                       | 1 – 0                                      | WK 2022 kwalificatie                       |                                            |
| 13                                         | 2 september 2021                           | Australië – China                          | 3 – 0                                      | WK 2022 kwalificatie                       |                                            |
| 14                                         | 7 september 2021                           | Vietnam – Australië                        | 0 – 1                                      | WK 2022 kwalificatie                       |                                            |
| 15                                         | 7 oktober 2021                             | Australië – Oman                           | 3 – 1                                      | WK 2022 kwalificatie                       |                                            |
| 16                                         | 12 oktober 2021                            | Japan – Australië                          | 2 – 1                                      | WK 2022 kwalificatie                       |                                            |
| 17                                         | 22 september 2022                          | Australië – Nieuw-Zeeland                  | 1 – 0                                      | Vriendschappelijk                          |                                            |
| Als speler bij Perth Glory                 |                                            |                                            |                                            |                                            |                                            |
| 18                                         | 21 maart 2024                              | Australië – Libanon                        | 2 – 0                                      | WK 2026 kwalificatie                       |                                            |
| 19                                         | 6 juni 2024                                | Bangladesh – Australië                     | 0 – 2                                      | WK 2026 kwalificatie                       |                                            |
| 20                                         | 11 juni 2024                               | Australië – Palestina                      | 5 – 0                                      | WK 2026 kwalificatie                       | 26'                                        |
| 21                                         | 10 september 2024                          | Indonesië – Australië                      | 0 – 0                                      | WK 2026 kwalificatie                       |                                            |
| 22                                         | 20 maart 2025                              | Australië – Indonesië                      | 5 – 1                                      | WK 2026 kwalificatie                       |                                            |

Bijgewerkt op 30 april 2025.